# Birmingham North (circonscription du Parlement européen)
Birmingham North était une circonscription du Parlement européen centrée sur le nord de Birmingham en Angleterre.
Avant l’adoption uniforme de la représentation proportionnelle en 1999, le Royaume-Uni utilisait le système uninominal à un tour pour les élections européennes en Angleterre, en Écosse et au pays de Galles. Les conscriptions du Parlement européen utilisées dans ce système étaient plus petites que les circonscriptions régionales les plus récentes et ne comptaient chacune qu'un seul membre au Parlement européen.

## Limites
Lors de sa création en 1979, il se composait des circonscriptions parlementaires de Aldridge-Brownhills, Birmingham Erdington, Birmingham Perry Barr, Birmingham Stechford, Sutton Coldfield, Warley East, Warley West, West Bromwich East et West Bromwich West.

## Membre du Parlement européen
| Élection | Élection | Portrait               | Membre                 | Parti                  |
| -------- | -------- | ---------------------- | ---------------------- | ---------------------- |
|          | 1979     |                        | Eric Forth             | Conservateur           |
| 1984     | 1984     | circonscription abolie | circonscription abolie | circonscription abolie |

## Résultats des élections
Les candidats élus sont indiqués en gras.
| Parti         | Parti                                  | Candidat      | Voix    | %    | ±   |
| ------------- | -------------------------------------- | ------------- | ------- | ---- | --- |
|               | Conservateur                           | Eric Forth    | 68,507  | 47,8 | '   |
|               | Travailliste                           | P.M. Jackson  | 60,163  | 42,0 |     |
|               | Liberal                                | C.E.A. Hooper | 14,583  | 10,2 |     |
| Majorité      | Majorité                               | Majorité      | 8,344   | 5,8  |     |
| Participation | Participation                          | Participation | 143,253 | 26,6 | N/A |
|               | Conservateur vainqueur (nouveau siège) |               |         |      |     |